# Arkadiusz Domaszk
Arkadiusz Domaszk – ksiądz katolicki, salezjanin, kanonista, doktor habilitowany nauk prawnych, profesor nadzwyczajny Uniwersytetu Kardynała Stefana Wyszyńskiego w Warszawie.

## Życiorys
Należy do Towarzystwa Salezjańskiego.
W 2003 na Wydziale Prawa Kanonicznego Uniwersytetu Kardynała Stefana Wyszyńskiego w Warszawie na podstawie napisanej pod kierunkiem Henryka Stawniaka rozprawy pt. Obowiązki i uprawnienia wszystkich wiernych w zakresie przepowiadania słowa Bożego od Kodeksu Prawa Kanonicznego z 1917 r. otrzymał stopień naukowy doktora nauk prawnych w zakresie prawa kanonicznego. Tam też w 2013 na podstawie dorobku naukowego oraz rozprawy pt. Możliwości zastosowania Internetu w misji Kościoła Katolickiego. Studium kanoniczno-teologiczne uzyskał stopień doktora habilitowanego nauk prawnych w zakresie prawa kanonicznego. Został profesorem nadzwyczajnym UKSW.